# Transtympanacris xueshanensis
Transtympanacris xueshanensis är en insektsart som beskrevs av Yong Shan Lian och Z. Zheng 1985. Transtympanacris xueshanensis ingår i släktet Transtympanacris och familjen gräshoppor. Inga underarter finns listade i Catalogue of Life.